# 湿地車
湿地車（しっちしゃ）とは、日本陸軍で使用された輸送車である。FB器とも呼称された。

## 概要
第二次世界大戦前から日本陸軍は仮想敵国の一つであるソ連との戦闘を想定していたが、戦場となるであろうチタ付近や満州の東部には非常に湿地が多かった。満州の雨季と雪の融ける季節では湿地帯が乾期の約五倍となり、交通が大きく阻害された。そこで、この湿地通過のためにいくつかの機材が考案された。
1933年（昭和8年）に湿地通過用の車輛が考案され、試作車が作られた。三菱重工製のこの車輛はSB器と名付けられた。この車輛は機能試験において、水上、陸上、湿地は通過可能であると判定された。しかし、深い泥濘は通行できず、試験は失敗した。
この失敗を踏まえ、1934年（昭和9年）の第二次試作では、FB器の呼称があたえられた上、三菱重工業東京機器製作所（大田区下丸子）にて小型化された車輛が作られ、試験の結果は良好だった。作戦用として所要の台数が整備された。一説では1934年（昭和9年）から生産され、敗戦までに合計で146両が完成した。

## 構造
基本的な構造は軽量なフレームを備えた装軌式の水陸両用車である。SB器は車体を鋼板で作り、幅広で接地圧の低い履帯に蛇腹式ゴム製履帯を被せた。さらに車体後部にプロペラを備え、水上ではこのプロペラを用いて浮航した。総重量は10 t におよんだ。エンジンの出力は100馬力である。このSB器の履帯は泥濘地では機能が十分でなく、移動不能となった。
FB器はより小型軽量化され、重量は半分の約5 t となった。車体最前部に箱型の操縦室を備えている。操縦席には四方に窓ガラスがはめられ、前方窓ガラスにはワイパーがつけられている。車体前面下部に2基のU字型をした牽引用金具を備える。後方は天井の開放された貨物室になっており、大型の装軌のフェンダーよりも一段高められたフレームと板が後尾まで続いている。操縦室の後方に、幌の支柱に似るU字型のパイプが6本、貨物室をまたいで両側面に渡って設けられている。
FB器の足まわりは、車体側面をほぼ覆う大型の装軌で構成されている。装軌は大型のフェンダーで上部を覆っている。両側面のフェンダー上に1基ずつライトを装着した。車幅の3分の1ほどを占める幅広の履帯を備え、前方に誘導輪、小型の転輪が8組、後方に起動輪を持つ。履帯の形状はSB器から変更され、ゴム製の浮き袋式となり、これを軌条に装着した。車体後部にプロペラがつき、水上での方向転換には直接プロペラの向きを変えた。陸上走行時にはプロペラを上へ引き揚げた。舵は付属しない。

## 性能
湿地車の運用として、通常は車輛が通行できない湿地の奇襲突破があった。湿地車は兵員と砲を輸送できた。
SB器は歩兵一個分隊を搭乗させて行動した。陸上、水上、湿地帯を踏破したが、履帯の機能が不十分であり、泥濘地では移動できなかった。
FB器は陸上、水上、湿地、泥濘のみならず雪上も容易に踏破した。輸送能力は橇2台から4台を牽引し、兵員40名から50名、または野砲2門を輸送した。橇は合板で製作した折畳み式のものを使用した。FB器の搭載能力は約2 t である。速度は陸上で6 km/ hから17 km/h、（28 km/h とする資料がある）、水上で6 km/h から8km /h を発揮した。牽引力は湿地上、水上、雪上でそれぞれ最大550 kg、250 kg、1,800 kgである。

## ほかの車輛
偵察用に湿地オートバイが作られた。浮力として前輪に装備された空気袋、後輪に装備したゴム式空気袋つきの装軌を用いた。この軌条の形式は湿地車と同様であった。乗員は1名である。ノモンハン事件の時期にハルピンの付近で試験を行い、結果は湿地を軽快に走行できた。実験は陸軍技術本部と近衛師団とによる。
太平洋戦争後の1957年（昭和32年）には、陸上自衛隊によって湿地車を参考とした泥濘地作業車が試作されている。